# Джентльмен Джек (телесериал)
«Джентльмен Джек» (англ. Gentleman Jack) — исторический телесериал, созданный Салли Уэйнрайт. Сериал, действие которого разворачивается в 1832 году в Йоркшире, рассказывает историю Анны Листер, состоятельной землевладелицы, мемуаристки и путешественницы. В основу сценария легли дневники Листер, которые содержат более четырёх миллионов слов и посвящены в том числе описанию интимных подробностей её романтических и сексуальных отношений с женщинами.
«Джентльмен Джек» — совместное производство BBC One и HBO. Премьера сериала состоялась 22 апреля 2019 года в США и 19 мая 2019 года в Великобритании. 23 мая 2019 года сериал был продлен на второй сезон, показ которого на BBC One начался 10 апреля 2022 года, а на HBO — 25 апреля 2022 года.

## Сюжет
В 1832 году предприимчивая Анна Листер покидает Париж с разбитым сердцем и направляется в Галифакс, Уэст-Йоркшир, Англия, чтобы восстановить поместье Шибден-Холл, доставшееся ей по наследству. Эта необычная для своего времени дама заводит опасные романы с женщинами и записывает все события в тайном дневнике.

## В ролях

### В главных ролях
- Сюранна Джонс — Анна Листер
- Софи Рандл — Энн Уокер
- Джо Армстронг — Сэмюэл Вашингтон
- Амелия Буллмор — Элиза Пристли
- Роузи Кавальеро — Элизабет Кордингли
- Джемма Уилан — Мэриан Листер
- Джонс, Джемма — тётя Листер
- Тимоти Уэст — Джереми Листер
- Том Льюис — Томас Соуден

### Второстепенный состав
- Стефани Коул — тётя Энн Уокер
- Джордж Костиган — Джеймс Холт
- Питер Дэвидсон — Уильям Пристли
- Шон Дули — Джеремайя Роусон
- Винсент Франклин — Кристофер Роусон
- Лидия Леонард — Марианна Лоутон
- Кэтрин Келли — Элизабет Сазерленд
- Томас Хоус — Джон Бут
- Джоанна Скэнлэн — Изабелла Нортклифф

## Эпизоды
| Сезон | Серии | Серии | Даты показа    | Даты показа     |
| Сезон | Серии | Серии | Первая серия   | Последняя серия |
| ----- | ----- | ----- | -------------- | --------------- |
| 1     | 8     | 8     | 22 апреля 2019 | 10 июня 2019    |
| 2     | 8     | 8     | 10 апреля 2022 | 29 мая 2022     |

### Сезон 1 (2019)
| № общий | № в сезоне | Название                                                                                  | Режиссёр          | Автор сценария | Дата выхода в США | Дата выхода в Великобритании | Зрители в США (млн) | Зрители в Великобритании (млн) |
| ------- | ---------- | ----------------------------------------------------------------------------------------- | ----------------- | -------------- | ----------------- | ---------------------------- | ------------------- | ------------------------------ |
| 1       | 1          | «Я проходила мимо» «I Was Just Passing»                                                   | Салли Уэнрайт     | Салли Уэнрайт  | 22 апреля 2019    | 19 мая 2019                  | 0,441               | 6,70                           |
| 2       | 2          | «Я ездила туда изучать анатомию» «I Just Went There To Study Anatomy»                     | Салли Уэнрайт     | Салли Уэнрайт  | 29 апреля 2019    | 26 мая 2019                  | 0,437               | 5,88                           |
| 3       | 3          | «Вот как это называется?» «Oh Is That What You Call It?»                                  | Сара Хардинг      | Салли Уэнрайт  | 6 мая 2019        | 2 июня 2019                  | 0,338               | 5,70                           |
| 4       | 4          | «Большинство женщин скучные и глупые» «Most Women Are Dull and Stupid»                    | Сара Хардинг      | Салли Уэнрайт  | 13 мая 2019       | 9 июня 2019                  | 0,427               | 5,94                           |
| 5       | 5          | «Давайте ещё раз повторим прошедшее время» «Let's Have Another Look at Your Past Perfect» | Дженнифер Перротт | Салли Уэнрайт  | 20 мая 2019       | 16 июня 2019                 | 0,362               | 5,59                           |
| 6       | 6          | «Дамы так делают?» «Do Ladies Do That?»                                                   | Дженнифер Перротт | Салли Уэнрайт  | 27 мая 2019       | 23 июня 2019                 | 0,499               | 5,82                           |
| 7       | 7          | «Зачем ты это взяла? 1» «Why've You Brought That?»                                        | Салли Уэнрайт     | Салли Уэнрайт  | 3 июня 2019       | 30 июня 2019                 | 0,270               | 5,45                           |
| 8       | 8          | «Ты что-то сказала?» «Are You Still Talking?»                                             | Салли Уэнрайт     | Салли Уэнрайт  | 10 июня 2019      | 7 июля 2019                  | 0,365               | 6,14                           |

### Сезон 2 (2022)
| № общий | № в сезоне | Название                                        | Режиссёр        | Автор сценария | Дата выхода в США | Дата выхода в Великобритании | Зрители в США (млн) | Зрители в Великобритании (млн) |
| ------- | ---------- | ----------------------------------------------- | --------------- | -------------- | ----------------- | ---------------------------- | ------------------- | ------------------------------ |
| 9       | 1          | «Вера — это всё» «Faith is All»                 | Эдвард Холл     | Салли Уэнрайт  | 25 апреля 2022    | 10 апреля 2022               | н/д                 | 4,28                           |
| 10      | 2          | «Два валета не подходят» «Two Jacks Don't Suit» | Эдвард Холл     | Салли Уэнрайт  | 2 мая 2022        | 17 апреля 2022               | н/д                 | 3,38                           |
| 11      | 3          | «Tripe All Over the Place, Presumably»          | Эдвард Холл     | Салли Уэнрайт  | 9 мая 2022        | 24 апреля 2022               | н/д                 | 3,37                           |
| 12      | 4          | «I'm Not the Other Woman, She Is»               | Аманда Бротчи   | Салли Уэнрайт  | 16 мая 2022       | 1 мая 2022                   | н/д                 | 3,15                           |
| 13      | 5          | «A Lucky and Narrow Escape»                     | Аманда Бротчи   | Салли Уэнрайт  | 23 мая 2022       | 8 мая 2022                   | н/д                 | 3,20                           |
| 14      | 6          | «I Can Be as a Meteor in Your Life»             | Фергус О’Брайен | Салли Уэнрайт  | 30 мая 2022       | 15 мая 2022                  | н/д                 | 3,21                           |
| 15      | 7          | «What's All That Got to Do with Jesus Though?»  | Фергус О’Брайен | Салли Уэнрайт  | 6 июня 2022       | 22 мая 2022                  | н/д                 | 3,19                           |
| 16      | 8          | «It's Not Illegal»                              | Фергус О’Брайен | Салли Уэнрайт  | 13 июня 2022      | 29 мая 2022                  | н/д                 | н/д                            |